# Laeospira corallinae
Laeospira corallinae är en ringmaskart som först beskrevs av Silva och Knight-Jones 1962.  Laeospira corallinae ingår i släktet Laeospira och familjen Serpulidae. Inga underarter finns listade i Catalogue of Life.